# Šárovcova Lhota
Šárovcova Lhota je obec v okrese Jičín v Královéhradeckém kraji. Obec leží asi sedm kilometrů severozápadně od Hořic v Podkrkonoší. Žije zde 214 obyvatel. Obcí protéká říčka Javorka, která měla vliv i na podobu obecního znaku (zelený javor). 

## Název
Název obce je odvozen od jména jejího zakladatele, moravského vladyky Šárovce ze Šárova. Jeho poddaní byli na čas zbaveni daní, dostávali takzvaně lhůtu. Od toho vznikl název Lhota Šárovcova.. Název obce ještě koncem 18. století existoval ve dvou tvarech: Lhota Scharowes nebo Lhota Scharowcowa. 

## Historie
Četné archeologické nálezy svědčí, že se zde žilo již v dobách pohanských. Obec byla založena asi mezi lety 1197–1230 za vlády krále Přemysla Otakara I. Před rokem 1500 se majiteli tvrze, dvora a vsi stali páni Václav a Bořek Šárovci ze Šárova. Šárovcovu Lhotu s osadou Libín a Tikov prodali Zahrádkovi z Černé a Mandaléně z Konecchlumě roku 1518, kdy byla ves vložena do Desek zemských. Šárovci v Čechách vymřeli v 17. století. Václav Šárovec byl v pondělí před svatým Bartolomějem (20. srpna) roku 1537 odsouzen za to, že nařkl zemské pány. Potom byl mučen a popraven na Pohořelci u Prahy. Roku 1538 prodala Mandaléna a dcery Václava Zahrádky statek Lhotský Adamu Karlíkovi z Nežetic, pánu na Holovousích. Avšak již roku 1543 přešel statek v držení Mikuláše Habartického z Habartic, roku 1544 na Arnošta Bruknara z Brukštejna, roku 1549 na Soběslava Miletínského z Pardubic. Ten před svojí smrtí (roku 1563) odkázal Lhotu Gabrieli Klenovskému z Ptení, Čeňkovi Poličanskému a sestře Markétě z Veselí. Po nich byli majiteli statku bratři Aleš a Jiří Klenovští ze Ptenic, kteří zase Lhotu a Libín prodali roku 1567 Jindřichovi ze Smiřic za 3 850 kop grošů českých. Tento Jindřich Smiřický připojil Lhotu roku 1569 k panství Hořickému. Jeho syn Albrecht Vladislav přikoupil k tomu roku 1594 Holovousy a Mlázovice. Statek zdědil pak jeho bratr Zikmund (zemřel roku 1608). Rod Smiřických ovšem své statky dlouho neudržel. Syn Zikmundův náležel k přením původcům povstání evangelických stavů. Zato byl posmrtně roku 1621 odsouzen (zemřel 1618) a jeho statky byly zkonfiskovány. Veškeré statky koupil jejich příbuzný Albrecht z Valdštejna, který pak Lhotu, Libín, Tikov a Mezihoří přenechal Anně Ostroměřské, rozené z Vojic. Po zavraždění Valdštejna, 25. února 1634, byl statek zkonfiskován a 9. května 1635 jej daroval Ferdinand II. svému komorníku Jakubovi Strozzimu ze Streitenthalu. Ten nedlouho potom zemřel a statek dostali jeho synové Petr a Oktavián 3. října 1636. Petr Strozzi byl nejvyšším císařským vojevůdcem (do roku 1650 byla poručnicí matka Oktávie). Bojoval s Turky a 27. května 1664 byl u Serinváru v Chorvatsku smrtelně zraněn. Pohřben byl ve Vídni. Za jeho panování byl odtržen od Hořic.

## Geologická zajímavost
Na levém břehu říčky Javorky, asi 900 metrů jižně od Libína, se nachází geologická lokalita národního významu, zvaná "Brusnické vrstvy u Šárovcovy Lhoty". Jedná se o až deset metrů vysoké skalní výchozy zrnitých a hrubozrnných arkózovitých pískovců a arkóz s polohami slepenců. Tyto polohy slepenců a nahromaděných valounů jsou široké kolem jednoho metru, v jižní části skalního výchozu se nachází kmen araukaritu.

## Obyvatelstvo
| Rok            | 1869 | 1880 | 1890 | 1900 | 1910 | 1921 | 1930 | 1950 | 1961 | 1970 | 1980 | 1991 | 2001 | 2011 | 2021 |
| -------------- | ---- | ---- | ---- | ---- | ---- | ---- | ---- | ---- | ---- | ---- | ---- | ---- | ---- | ---- | ---- |
| Počet obyvatel | 577  | 586  | 609  | 539  | 500  | 464  | 493  | 320  | 301  | 296  | 234  | 201  | 203  | 200  | 181  |
| Počet domů     | 71   | 78   | 78   | 83   | 89   | 92   | 103  | 111  | 91   | 89   | 74   | 83   | 92   | 95   | 75   |

## Obecní správa
Mezi lety 1850–1960 byla Šárovcova Lhota obcí v okrese Hradec Králové (1869–1890), posléze v okrese Nová Paka (1900–1930), poté v okrese Hořice (1950) a později v okrese Jičín. V letech 1960–1990 patřily jako část městyse k Mlázovicím a od 24. listopadu 1990 je opět samostatnou obcí.

### Části obce
- Bertoldka
- Libín
- Šárovcova Lhota
- Tikov

### Obecní symboly
Znak a vlajka byly obci uděleny rozhodnutím předsedy Poslanecké sněmovny Parlamentu České republiky dne 21. června 1999. Z erbovního znamení Šárovců - krokve, převzala obec do svého znaku rovnoramenný trojúhelník.

## Výskyt zvláště chráněného živočišného druhu
Mezi obcemi Šárovcova Lhota a Černín se nachází přírodní památka Lukavecký potok. Důvodem ochrany je výskyt sladkovodního mlže velevruba tupého.